# Nomen dubium
Trong danh pháp động vật, một nomen dubium (tiếng La tinh để chỉ "tên gọi bị nghi ngờ", số nhiều nomina dubia) là một tên gọi khoa học có áp dụng không rõ hoặc bị nghi vấn. Lưu ý rằng trong ICBN và ICNB thì cụm từ "nomen dubium" không có vị trí.
Trong trường hợp của nomen dubium nó có thể là việc xác định mẫu vật có thuộc về nhóm đó hay không là điều không khả thi. Điều này có thể xảy ra nếu như mẫu vật điển hình (holotip) gốc bị mất hay bị tiêu hủy. Mọi quy tắc của danh pháp trong trường hợp này đều cho phép lựa chọn mẫu vật điển hình mới (neotip).
Một tên gọi có thể trở thành nomen dubium nếu như mẫu vật điển hình gốc của nó là chắp vá hay thiếu các đặc trưng miêu tả điển hình quan trọng. Điều này thường là trường hợp của các loài chỉ biết đến dưới dạng hóa thạch. Để bảo toàn tính ổn định của các tên gọi, ICZN cho phép mẫu vật điển hình mới được lựa chọn cho nomen dubium trong trường hợp này.
75.5. Replacement of unidentifiable name-bearing type by a neotype. When an author considers that the taxonomic identity of a nominal species-group taxon cannot be determined from its existing name-bearing type (i.e. its name is a nomen dubium), and stability or universality are threatened thereby, the author may request the Commission to set aside under its plenary power [Art. 81] the existing name-bearing type and designate a neotype.
Bản dịch:
75.5. Thay thế của kiểu mang tên gọi không thể nhận diện bởi mẫu vật điển hình mới. Khi một tác giả cho rằng nhận dạng phân loại của loài trên danh nghĩa-nhóm đơn vị phân loại không thể được xác định từ kiểu mang tên gọi hiện hữu (nghĩa là tên gọi của nó là nomen dubium), và do đó độ ổn định hoặc sự phổ biến của nó bị đe dọa, thì tác giả có thể yêu cầu Ủy ban theo quyền hạn tuyệt đối của mình gạt sang một bên [Điều 81] kiểu mang tên gọi hiện hữu và chỉ định một mẫu vật điển hình mới.
Ví dụ, loài bò sát Archosauria tương tự như cá sấu có tên gọi Parasuchus hislopi Lydekker, 1885 đã được miêu tả dựa trên mỏ tiền hàm trên (một phần của mõm), nhưng nó là không đủ để phân biệt Parasuchus với các họ hàng gần của nó. Điều này làm cho tên gọi Parasuchus hislopi là một nomen dubium. Nhà cổ sinh vật học Sankar Chatterjee đã đề xuất một bộ xương hoàn thiện, như là mẫu vật điển hình mới cần được chỉ định. ICZN đã lưu ý tới trường hợp này và đồng ý vào năm 2003 để thay thế mẫu vật điển hình gốc bằng mẫu vật điển hình mới.